# HMS E2 (1914)
De HMS E2 was een Britse onderzeeboot van de E-klasse, gebouwd door de scheepswerf Chatham Dockyard. Na de indienstname was de boot verbonden aan het 8ste onderzeebootflottielje in Portsmouth.

## DeE 2tijdens de Eerste Wereldoorlog
Na het uitbreken van de Eerste Wereldoorlog werd de E2 overgeplaatst naar Harwich. Later tijdens de Eerste Wereldoorlog werd de E2 overgeplaatst naar de Middellandse Zee. Na de Eerste Wereldoorlog werd de E2 gestationeerd in Malta, waar de boot uiteindelijk ook gesloopt werd in 1921.